# Вулиця Коцюбинського (Київ, Дарницький район)
Ву́лиця Коцюби́нського — вулиця в Дарницькому районі міста Києва, селище Бортничі. Пролягає від вулиці вулиці Кирила Осьмака до Лугової вулиці.
Прилучаються вулиці Вуликова, Опанаса Сластіона, Пасічна, Героїв Зміїного, Йоганна Вольфганга Ґете.

## Історія
Частина вулиці від початку до вулиці Героїв Зміїного сформувалася в 1-й третині XX століття, під такою ж назвою, на честь українського письменника Михайла Коцюбинського. Кінцева частина вулиці розпланована та забудована в середині XX століття.